# Yoshitada Yamaguchi
Yoshitada Yamaguchi (山口 芳忠 Yamaguchi Yoshitada?,  nacido el 28 de septiembre de 1944 en Shizuoka) es un exfutbolista japonés que se desempeñaba como defensa.
Yamaguchi jugó 49 veces para la Selección de fútbol de Japón entre 1964 y 1973. Yamaguchi fue elegido para integrar la selección nacional de Japón para los Juegos Olímpicos de Verano de 1964 y 1968.

## Trayectoria

### Clubes
| Club    | País  | Año         |
| ------- | ----- | ----------- |
| Hitachi | Japón | 1967 - 1975 |

### Selección nacional
| Selección | País  | Año         |
| --------- | ----- | ----------- |
| Absoluta  | Japón | 1964 - 1973 |

## Estadística de equipo nacional
| Selección de Japón | Selección de Japón | Selección de Japón |
| Año                | Part.              | Goles              |
| ------------------ | ------------------ | ------------------ |
| 1964               | 1                  | 0                  |
| 1965               | 4                  | 0                  |
| 1966               | 7                  | 0                  |
| 1967               | 4                  | 0                  |
| 1968               | 3                  | 0                  |
| 1969               | 4                  | 0                  |
| 1970               | 12                 | 0                  |
| 1971               | 6                  | 0                  |
| 1972               | 5                  | 0                  |
| 1973               | 3                  | 0                  |
| Total              | 49                 | 0                  |

## Palmarés

### Títulos nacionales
| Título              | Club    | País  | Año  |
| ------------------- | ------- | ----- | ---- |
| Japan Soccer League | Hitachi | Japón | 1972 |
| Copa del Emperador  | Hitachi | Japón | 1972 |
| Copa del Emperador  | Hitachi | Japón | 1975 |

### Distinciones individuales
| Distinción                                      | Año  |
| ----------------------------------------------- | ---- |
| Japan Soccer League Best XI                     | 1968 |
| Japan Soccer League Best XI                     | 1969 |
| Japan Soccer League Best XI                     | 1970 |
| Japan Soccer League Best XI                     | 1971 |
| Japan Soccer League Best XI                     | 1972 |
| Japan Soccer League Best XI                     | 1973 |
| Japan Soccer League Best XI                     | 1974 |
| Inducido al Salón de la Fama del fútbol japonés | 2007 |